# Turbo (ban nhạc Hàn Quốc)
Turbo (Tiếng Triều Tiên: 터보) là một bộ đôi Hàn Quốc phổ biến vào giữa những năm cuối thập niên 90. Bộ đôi ban đầu bao gồm Kim Jong Kook và Kim Jung-nam. Vào đầu năm 1997, Kim Jung-nam rời khỏi nhóm, sau đó Kim Jong Kook tiếp tục quảng bá với thành viên mới Mikey. Họ đã trở thành một trong những ngôi sao lớn nhất trong ngành công nghiệp giải trí Hàn Quốc trong suốt thời gian hoạt động của họ từ năm 1995 đến năm 2000 và đã bán hàng triệu album và các bản thu âm ở Châu Á nói chung. Vào năm 2015, bộ ba thành viên trở lại sau 15 năm với bài hát "Again". Bài hát chủ đề "Again" dẫn đầu bảng xếp hạng âm nhạc.

## Sự nghiệp

### Những năm đầu
Turbo được thành lập vào tháng 10 năm 1994 để cạnh tranh với nhóm nhảy nổi tiếng Deux. Trưởng nhóm và cựu DJ Kim Jung Nam chịu trách nhiệm cho rap và vũ đạo trong khi Kim Jong Kook, cựu ca sĩ của ban nhạc trường trung học, đã đảm nhận về giọng hát.
Họ tung ra album đầu tiên của họ vào tháng 8 năm 1995, với tựa đề "280 km/h speed". Turbo lấy vũ điệu cơn bão của thế giới ra mắt với bài hát "나 어릴적 꿈" (My Childhood Dream). Cái chết không đúng lúc của thành viên Deux Kim Sung Jae chỉ sau một tháng sau khi Turbo ra mắt, khiến cho Turbo trở thành người thừa kế vua của những điệu nhảy Hàn Quốc. Tiếp nối với những bài hát "검은 고양이" (Black Cat) và "선택" (Choices), Turbo đã được gọi là "những đứa trẻ đáng sợ nhảy theo âm nhạc" vì sự nổi tiếng tăng quá nhanh.
Chỉ một năm sau khi ra mắt, Turbo trở lại với album thứ hai của họ, "New Sensation". Như tiếp tục khẳng định sự nổi tiếng, album đã bán được 800.000 bản trong vòng hai tháng đầu. Sau khi "Twist King" Turbo biểu diễn "Love Is... (3 + 3 = 0)" và "어느 재즈 바... (Tại quán bar nhạc Jazz...)". Đến cuối năm quảng bá cho album thứ hai của họ, Turbo đã vững chắc trở thành một nhóm nhảy hàng đầu.
Tình trạng này đã tồn tại được lâu tuy nhiên Turbo tan rã chỉ vài tháng sau đó. Trích dẫn các vấn đề với quản lý của mình, Turbo đã sống ẩn dật. Cảnh sát đã được đưa vào điều tra nơi ở của họ. Cuối cùng, do yêu cầu của công chúng cho sự trở lại của Turbo, một nửa của Turbo quay trở lại. Kim Jung Nam, do không thể dung hoà sự khác biệt của anh ấy với việc quản lý nên đã rời nhóm. Sau đó, anh tham gia vào nhóm SNAP 5 thành viên vào năm 1999. Để tiếp tục, Kim Jong Kook phải tìm một thành viên khác thay thế.

### 1997-2000
Thành viên mới là cư dân California - Mikey. Di cư sang Mỹ vào năm 6 tuổi, anh đã có ước mơ trở thành ca sĩ từ khi xem các video của nhóm nhạc nổi tiếng Seo Taiji and Boys. Trong tháng 5 năm 1997, với mục tiêu trở thành ca sĩ, Mikey đã trở về Hàn Quốc một mình. Chỉ hai tháng sau đó, anh thử giọng cho Turbo cùng với 3500 thí sinh khác. Mikey tỏa sáng cả về kỹ năng rap của mình và cũng có khả năng nói tiếng Anh. 
Phục hồi cùng với sự bổ sung Mikey, Turbo trở lại vào tháng 10 năm 1997 với album thứ ba của mình với tên gọi "Born Again...". Biểu diễn "회상" (Reminiscence / December), "금지 된 장난 (Forbidden Games)" và "Goodbye Yesterday", họ đã trở lại với nhạc dance. "Reminiscence" được sáng tác bởi Yoon Il Sang và bán 1.200.000 bản. Trong thời gian này, Turbo đã được hát song ca với ca sĩ người Mỹ và ngôi sao điện ảnh Will Smith. Smith, người đã vừa tung ra single thứ tư của mình "Just the Two of Us" ( bài hát của Bill Withers) cho biết ông muốn tạo nên một bài hát phiên bản châu Á. Sau khi xem xét các ca sĩ đến từ châu Á, ông lựa chọn Turbo vì khả năng âm nhạc của họ và phong cách độc đáo của họ. Cũng quan tâm, ca sĩ Choi Chang Min từng là một vũ công cho Turbo 97-98 trước khi khởi đầu sự nghiệp solo của mình.
Trong khi chuẩn bị cho album thứ tư, Kim Jong Kook bị chấn thương hông, khiến cản trở  việc phát hành album. Ngày phát hành phải dời lại tới tháng 10 năm 1998, mang tên "Perfect Love". Turbo mạo hiểm khi album mang nhiều loại nhạc khác nhau, bao gồm Latin, Techno, R & B, Hip Hop và Ballad. Ca khúc chủ đề của Turbo "애인 이 생겼 어요" (I Got a Girlfriend) được mô tả như là một sự thay đổi mới mẻ và hài hước. Theo sau đó là một bài hát mang phong cách truyền thống hơn là "X: The Greatest Love", Turbo cho thấy họ vẫn còn có tầm ảnh hưởng mạnh mẽ và được bình chọn là một trong những nghệ sĩ tốt nhất năm 1998.
Nhưng một lần nữa phải đối mặt với cuộc chia tay của Turbo. Turbo đã được mời tham gia trong Superconcert châu Á vào 30 tháng 12 năm 1998 để đại diện cho Hàn Quốc cùng những cái tên như HOT, SES, Fin.KL, Clon và Sechs Kies. Buổi hòa nhạc đặc biệt vì có sự góp mặt của các ca sĩ đến từ khắp châu Á như Nhật Bản, Hồng Kông, Malaysia và Đài Loan và được phát sóng trực tiếp đến Hàn Quốc, Trung Quốc và Nhật Bản. Do tranh cãi với quản lý trước khi buổi biểu diễn, Kim Jong Kook đã phản đối vai trò của mình trong buổi hòa nhạc bằng cách không thực hiện phần của mình và bỏ đi mà không chào hỏi. Hành vi thô lỗ này đã chỉ trích nặng nề bởi nhiều người xem truyền hình KBS 1TV broadcast, bao gồm cả các chính trị gia hàng đầu. Do sự cố này nên Kim Jong Kook và Turbo đã bị cấm xuất hiện trên truyền hình.
Khi lệnh cấm được miễn, tháng 10 năm 1999, Turbo trở lại với đầy đủ 3 thành viên chỉ 4 tháng sau đó với album thứ năm của họ "Email my heart". Để nâng cao chất lượng âm nhạc của họ, Turbo yêu cầu sự giúp đỡ của nhạc sĩ và nhà soạn nhạc hàng đầu của Hàn Quốc bao gồm Yoon Il Sang, Yoo Jung Yun, Joo Young Hoon, và Ahn Jung Hoon. "Cyber Lover", ca khúc chủ đề của Turbo không chỉ là một ca khúc sôi động, mà còn cung cấp một cái nhìn giải trí ở xã hội dựa trên Internet ngày nay. Ngoài ra để chào mừng thiên niên kỷ Turbo bao gồm một vé đặc biệt trong năm 2000 của các album, với những người chiến thắng được đảm bảo một bản sao của album mới Turbo của từ đó.
Album thứ năm của họ không chỉ là một thành công mà các video âm nhạc theo sau bài hát "Tonight" cũng rất nổi tiếng và được coi là một trong những video âm nhạc tốt nhất của năm. Diễn viên tài năng Kim Min và Kim Jong Kook, đoạn phim đã được Kim Sae Hoon đạo diễn, là người đã làm phim "To Heaven" Jo Sung Mo và "Youngone" [Sky]. Quay ở phía Nam Los Angeles, bối cảnh "Tonight" là băng đảng bạo lực trong phong cách Hàn Quốc điển hình. Nhưng cảnh này được cho là quá bạo lực trên truyền hình và Turbo đã buộc phải gỡ bỏ. Đoạn video của Turbo bị cấm cũng không có gì là mới mẻ, vì video chủ đề "Cyber Lover" cũng đã bị cấm vì hộp thoại trò chuyện không phù hợp khi xuất hiện trong video.

### Tan rã
Sau khi phát hành album thứ 5, Kim Jong Kook rời việc quản lý do hết hợp đồng. Kim Jong Kook sau theo đuổi sự nghiệp solo của mình. Mikey, với hết hạn visa của mình, cũng đã để lại cho thành phố New York để học nhạc theo Paul Bay. Để kết thúc sự nghiệp lâu dài của mình, Turbo phát hành một album mới nhất có tựa đề "History" xem xét lại tất cả các bài hát hit của họ từ album trước và bao gồm 3 bài hát mới. Một đoạn video âm nhạc cho "History" cũng đã được phát hành, có tính năng cho các mô hình chuyển đổi giới tính lần đầu tiên và ca sĩ Harisu.
Giữa tất cả những thăng trầm Turbo phải đối mặt trong sự nghiệp và cuộc chia tay sớm, họ vẫn luôn nổi tiếng. Vì thực tế rằng mỗi album Turbo được bán đều đạt hơn triệu lượt mua. Kim Jong Kook cũng thành công khi lấn sân solo, phát hành 7 album và giành được nhiều giải thưởng, trong đó có 3 trong số 4 giải thưởng nghệ sĩ tốt nhất trong năm 2005, một kỳ tích mà chưa được kết hợp từ. Mikey là một phần của các nhóm nhạc K-pop M3.

### Trở lại
Turbo cuối cùng cũng đã trở lại và họ nhận được sự giúp đỡ từ những người bạn thân thiết của mình cho lần trở lại tuyệt vời này!
Turbo đã tái hợp thành một nhóm nhạc gồm ba thành viên sau một thời gian dài gián đoạn, đã 15 năm kể từ album cuối cùng của nhóm được phát hành vào năm 2000. Lần đầu tiên, cả ba thành viên của Turbo đã tái hợp lại với nhau để chào mừng kỷ niệm 20 năm kể từ ngày họ ra mắt, bằng việc phát hành album thứ sáu "Again".
Vào lúc nửa đêm theo giờ KST, ngày 21 tháng 12, nhóm nhạc đã phát hành album "Again" cùng ca khúc chủ đề cùng tên, với sự góp giọng đặc biệt, không ai khác chính là Yoo Jae Suk. MC quốc dân đã không xuất hiện trong video âm nhạc, nhưng thay vào đó chúng ta có thể nhìn thấy Lee Kwang Soo và Cha Tae Hyun nhảy múa hết mình trong MV của ca khúc bắt tai này. Ngoài ra, còn có cả MV Hide and Seek.

## Danh sách đĩa nhạc

### Album phòng thu
| Tên album       | Thông tin album                                                                                            | Vị trí cao nhất | Doanh thu       |
| Tên album       | Thông tin album                                                                                            | KOR             | Doanh thu       |
| --------------- | --- | --------------- | --------------- |
| 280 km/h Speed  | - Ngày phát hành: 6 tháng 9 năm 1995 - Nhãn hiệu: Doremi Media - Định dạng: CD, cassette, tải nhạc xuống   | —               |                 |
| New Sensation   | - Ngày phát hành: 14 tháng 8 năm 1996 - Nhãn hiệu: Doremi Media - Định dạng: CD, cassette, tải nhạc xuống  | —               | - KOR: 800,000+ |
| Born Again      | - Ngày phát hành: 22 tháng 10 năm 1997 - Nhãn hiệu: Doremi Media - Định dạng: CD, cassette, tải nhạc xuống | —               | - KOR: 800,000  |
| Perfect Love    | - Ngày phát hành: 17 tháng 10 năm 1998 - Nhãn hiệu: Doremi Media - Định dạng: CD, cassette, tải nhạc xuống | —               | - KOR: 562,478  |
| E-Mail My Heart | - Ngày phát hành: 26 tháng 1 năm 2000 - Nhãn hiệu: Doremi Media - Định dạng: CD, cassette, tải nhạc xuống  | —               | - KOR: 595,401  |

### Album
| Tên album | Thông tin album                                                                                           | Vị trí cao nhất |
| Tên album | Thông tin album                                                                                           | KOR             |
| --------- | --- | --------------- |
| History   | - Ngày phát hành: 19 tháng 6 năm 2000 - Nhãn hiệu: Doremi Media - Định dạng: CD, cassette, tải nhạc xuống | —               |
| Again     | - Ngày phát hành: 21 tháng 12 năm 2015                                                                    | _               |

### Album remix
| Tên album                        | Thông tin album                                                                                            | Vị trí pcao nhất |
| Tên album                        | Thông tin album                                                                                            | KOR              |
| -------------------------------- | --- | ---------------- |
| X-Mas Dance Party Mix with Turbo | - Ngày phát hành: 29 tháng 11 năm 1996 - Nhãn hiệu: Doremi Media - Định dạng: CD, cassette, tải nhạc xuống | —                |
| Turbo Summer Remix               | - Ngày phát hành: 24 tháng 6 năm 1997 - Nhãn hiệu: Doremi Media - Định dạng: CD, cassette, tải nhạc xuống  | —                |
| Millennium Turbo Dance Megamix   | - Ngày phát hành: 15 tháng 7 năm 1998 - Nhãn hiệu: Doremi Media - Định dạng: CD, cassette, tải nhạc xuống  | —                |

## Giải thưởng
| Năm       | Giải thưởng |
| --------- | --- |
| 1995–1998 | - 1996 Sports Seoul Music Award - Bon Sang (Album thứ 2) - 1996 《SBS Music Award》- Bon Sang - 1996 《KBS Music Award》- Bon Sang - 1996 《MBC Music Award》- Bon Sang - 1996 Golden Disk Awards - Bon Sang (Album thứ 2:Twist King) - 1997 Golden Disk Awards - Bon Sang (Album thứ 3: Goodbye Yesterday) - 1997 《SBS Music Award》- Bon Sang - 1997 《KBS Music Award》- Bon Sang (Album thứ 3: Born Again) - 1997 《MBC Music Award》- Bon Sang - 1998 Golden Disk Awards - Bon Sang (Album thứ 4: Perfect Love) - 1998 《KBS Music Award》- Bon Sang - 1998 《MBC Music Award》- Bon Sang - 2000 Golden Disk Awards - Bon Sang (Album thứ 5: E-Mail My Heart) - 2000 《SBS Music Award》 - Bon Sang (Album thứ 5: E-Mail My Heart) - 2000 《KBS Music Award》 - Bon Sang - 2000 《MBC Music Award》 - Bon Sang - KBS 가요대상 (KBS Music Awards) 대상 (Nghệ sĩ xuất sắc) - SBS 가요대전 (SBS Music Awards) 대상 (Nghệ sĩ xuất sắc) - MBC 가요대전 (MBC Music Awards) 대상 (Nghệ sĩ xuất sắc) - Seoul Music Awards |